# 7756 Scientia
7756 Scientia (1990 FR1) là một tiểu hành tinh vành đai chính được phát hiện ngày 27 tháng 3 năm 1990 bởi C. S. Shoemaker và E. M. Shoemaker ở Palomar. "Scientia" is Latin for knowledge.